# Nordestina
Nordestina es un municipio brasilero del estado de Bahía. Su población estimada en 2006 era de 13.612 habitantes.
El municipio fue creado con territorio separado de Quemadas, por fuerza de Ley Estatal del 9 de mayo de 1985. La sede fue elevada a ciudad junto con la creación del municipio.
Dista a 259 km de Salvador.